# Galpão das Artes
Galpão das Artes é um espaço cultural inaugurado em dezembro de 2000 e mantido pela produtora Consultoria de Ações Culturais, no município de Limoeiro, a 77 km de Recife, PE. Ele busca promover e otimizar ações culturais nas linguagens das artes cênicas, cultura popular e arte-educação no município sede e na região pernambucana (Agreste setentrional, Agreste meridional e Zona da Mata norte). O nome se refere também à Companhia Teatral Galpão das Artes, formada por cinco atores da cidade de Limoeiro e que já apresentou espetáculos teatrais por todo o Brasil e em Portugal.

## Histórico
O grupo Galpão das Artes surge da inexistência de um espaço destinado ao exercício pleno das artes cênicas e prática da arte-educação. Quando inaugurado em dezembro de 2000 comportava um número pequeno de 100  espectadores, após sucessivas reformas atualmente a capacidade do espaço é de 150 espectadores. 
A história do prédio está ligada intimamente a História do município de Limoeiro. A década de 50 foi marcada pelo sucesso da colheita do algodão e em seguida pelo beneficiamento do próprio algodão atraindo investidores estrangeiros como SANBRA e Anderson Clayton. Em seguida, veio a praga do bicudo e dizimou a cultura do algodão da "Terra do Ouro Branco"(leia-se: Limoeiro). Justamente o prédio onde hoje funciona o Galpão foi palco para armazenamento da cultura do algodão. 
O auditório leva o nome do jornalista Cristiano Donato e o camarim com nome da atriz caruaruense Prazeres Barbosa e cabine de luz e som com nome do ator caruaruense Francisco Torres.
O Grupo Galpão das Artes se apresentou em Recife diante do dramaturgo Ariano Suassuna uma de suas histórias, A Inconveniência de Ter Coragem, levando o mesmo espetáculo para o Festival de Cultura Lusófona, na Faculdade de Letras da Universidade de Coimbra, em Portugal.
Em setembro de 2008, a atriz pernambucana Geninha da Rosa Borges doou seu acervo literário ao Galpão das Artes

## Formação de ator
A palavra de ordem é criar. Na gênese de tudo, a formação dos que participam - são oriundos do segmento educacional, leia-se: alunos de arte-educação. Em geral são pessoas que exercitavam ou exercitam o teatro ainda sem uma estética aplicada para explicar algum conteúdo disciplinar em atividades e eventos, como por exemplo Feira de Ciências, Grêmio Estudantil e similares. 
E a partir dessas experiências chegam ao Galpão, descobrem a técnica teatral e outros recursos necessários para a formação básica do ator. Atualmente existe um programa designado Galpão de Criação responsável pela formação de novos talentos formatando a renovação do grupo teatral. O papel do grupo teatral também é de uma formação de plateia estudando textos de uma natureza diversa na essência da dramaturgia nordestina e brasileira.

## As dependências
O Galpão das Artes está subdividido em cinco espaços físicos:
- Auditório Jornalista Cristiano Donato com capacidade para 150 espectadores
- Camarim Atriz Prazeres Barbosa com potencial para l5 artistas
- Biblioteca Professor João Tavares de Amorim com 1.150 títulos específicos nas áreas de Teatro e Cultura Popular.
- Espaço Oficina de Criação destinado as experimentações de novas estéticas. É  também utilizado para apresentações, com capacidade de 65 espectadores.  A parceria com a Escola Pública Estadual Centro de Referência Austro Costa vivencia oficina de criação.
- Cineclube Galpão das Artes é promotor de exibições cinematográficas na própria sede e na área rural mensalmente puramente brasileiras e patrocinadas pela Secretaria do Audiovisual – Ministério da Cultura, por intermédio do Programa Programadora Brasil. As exibições de filmes exclusivamente nacionais ocorrem sempre com público estudantil de estabelecimentos de ensino particular e público (estadual e municipal) com debates após cada sessão. Contudo, a plateia de estudantes da rede privada doa leite em pó que é revertida as entidades que trabalham com crianças em vulnerabilidade social.

## Atividades cênicas
A Consultoria de Ações Culturais foi fundada em agosto de 1999, por arte-educadores e artistas cênicos que tinham o sonho empreendedor do projeto audiovisual O Sumiço da Santa, produzido em parceria com o Centro de Cultura Luiz Freire – TV VIVA. 
No âmbito teatral, produziu em dezembro de 1999 o espetáculo teatral O Grão, com argumento de Herbert de Souza. Em fevereiro de 2000 fecha o único espaço para teatro que era o auditório da Rádio Jornal e em dezembro cria-se o espaço cultural alternativo e único em Limoeiro e região denominado Galpão das Artes com a encenação do espetáculo Basta!, texto inspirado na obra O Estranho Lixo, de autoria do limoeirense radicado em Minas Gerais e professor de artes cênicas da UFMG, Fernando Limoeiro.

### Coordenação de artes cênicas
- Em janeiro de 2008 gerenciou operacionalizando a etapa em Limoeiro do projeto Janeiro de Grandes Espetáculos na programação de oficina de elaboração de projetos e dos espetáculos adultos e para infância e juventude.
- Em abril de 2008 gerenciou operacionalizando a etapa em Limoeiro do projeto Todos Verão Teatro, na programação de oficina de elaboração de projetos e dos espetáculos adultos e para infância e juventude.
- Nos meses de janeiro dos anos de 2007 e 2008 planejou e executou o palco de cultura popular na área de mamulengo durante a Festa de São Sebastião, em Limoeiro-Pernambuco

### Espetáculos infantis no Galpão das Artes
- No dia 7 de março de 2009 foi apresentado no Galpão das Artes o espetáculo recifense Popularesco e A Menina do Canto Livre. A montagem tem o patrocínio do Governo do Estado, Secretaria de Educação, FUNDARPE e Funcultura. O texto e a direção da peça são de Isaltino Caetano. O mote da encenação é o encanto das brincadeiras e dos brinquedos em Pernambuco. Uma lição de cultura popular na versão do teatro. O espetáculo narra a história do palhaço Popularesco e o menino Emílio que se unem aos personagens do folclore nordestino e à menina do canto livre para mergulharem de forma lúdica na nossa cultura.[1]
- No dia 7 de março de 2009, foi exibido o premiado espetáculo História de Lenços e Ventos, de Ilo Krugli, que tem a direção de Charlon Cabral e o elenco do Educandário Beatriz França. Na história, a protagonista Azulzinha, no entanto, seduzida pelo desejo de voar, é levada pelo Vento da Madrugada até a cidade Medieval, onde é presa pelo Rei Metal Mau. É aí que começa uma bela história de solidariedade e justiça, que aproxima a narrativa do mundo real. Papel, montado no Dragão de Cores e Amores, os amigos saem em busca da personagem e conseguem salvá-la das garras do vilão, devolvendo assim toda a alegria à Carroça.[2]

### Encenando Ariano Suassuna
A companhia teatral do Galpão das Artes é atualmente formada por cinco atores limoeirenses - Jadenilson Gomes, Júnior Marques, Nathália Albuquerque, Charlon Cabral e Tarcísio Queiroz. Desde a sua criação, em 2000, o grupo já encenou e esteve em turnê com as peças A Pena e a Lei, O Grão, Basta!, O Novilho Furtado, essa última baseada numa obra do escritor paraibano Ariano Suassuna, que também inspirou A Inconveniência de Ter Coragem, espetáculo atualmente encenado pela companhia.
“Marieta é um problema, quem viver é que verá”, falam, em coro, os valentões do município de Taperoá (interior da Paraíba) onde se passa a história da peça A Inconveniência de Ter Coragem. A cidade é pano de fundo para a disputa que a bela Marieta provoca entre o delegado Cabo Rosinha, o fazendeiro Vicente Borrote, o matreiro Benedito e o motorista Pedro que armam ciladas uns contra os outros para conquistar o coração da matuta. 
Usando gestos esparsos e recorrendo aos mamulengos, as personagens conferem ao espetáculo um estilo de encenar adequado às características de uma obra nitidamente Ariana: inteligência e humor. “As personagens evocam tanto os mamulengos da peça do mestre Ariano quanto os cômicos da Commedia dell’arte, uma das fontes ancestrais confessas do próprio escritor”, comenta o dramaturgo Luiz Felipe Botelho acerca da peça. A trilha sonora da história é feita ao vivo pelos músicos Tony Gel e Sammara Mateus que tocam, respectivamente, flauta e violino.

## Produção audiovisual
- O Sumiço da Santa, narrativa referente ao processo de formação histórica da cidade de Limoeiro produzido em parceria com a TV VIVA – Centro de Cultura Luiz Freire, no formato de BETACAM  em 35 min , no ano de 2000, com roteiro de Fábio André e direção de Nilton Pereira.